# Restrepia
Genre
Classification phylogénétique
Restrepia est un genre de plantes de la famille des Orchidaceae.

## Étymologie
José Manuel Restrepo est un homme politique, un historien et un botaniste colombien, né en 1781 et mort en 1863. Le genre Restrepia lui a été dédié par Karl Sigismund Kunth (1788-1850) en 1816.

## Liste d'espèces
1. Restrepia aberrans Luer, Orquideologia 20: 117 (1996).
2. Restrepia antennifera Kunth, Nov. Gen. Sp. 1: 367 (1816).
3. Restrepia aristulifera Garay & Dunst., Venez. Orchids Ill. 5: 258 (1972).
4. Restrepia aspasicensis Rchb.f., Bonplandia (Hannover) 3: 70 (1855).
5. Restrepia brachypus Rchb.f., Flora 69: 554 (1886).
6. Restrepia chameleon Luer & R.Escobar, Orquideologia 20: 120 (1996).
7. Restrepia chocoensis Garay, Orquideologia 8: 181 (1973).
8. Restrepia chrysoglossa Luer & R.Escobar, Orquideologia 20: 123 (1996).
9. Restrepia citrina Luer & R.Escobar, Orquideologia 16: 40 (1983).
10. Restrepia cloesii Luer, Orquideologia 20: 125 (1996).
11. Restrepia condorensis Luer & R.Escobar, Orquideologia 20: 128 (1996).
12. Restrepia contorta (Ruiz & Pav.) Luer, Monogr. Syst. Bot. Missouri Bot. Gard. 59: 50 (1996).
13. Restrepia cuprea Luer & R.Escobar, Orquideologia 20: 130 (1996).
14. Restrepia cymbula Luer & R.Escobar, Orquideologia 20: 133 (1996).
15. Restrepia dodsonii Luer, Phytologia 46: 382 (1980).
16. Restrepia echinata Luer & R.Escobar, Orquideologia 20: 135 (1996).
17. Restrepia echo Luer & R.Escobar, Orquideologia 20: 138 (1996).
18. Restrepia elegans H.Karst., Allg. Gartenzeitung 15: 202 (1847).
19. Restrepia ephippium Luer & Hirtz, Orquideologia 20: 141 (1996).
20. Restrepia escobariana Luer, Orquideologia 20: 144 (1996).
21. Restrepia falkenbergii Rchb.f., Gard. Chron., n.s., 13: 232 (1880).
22. Restrepia flosculata Luer, Selbyana 7: 127 (1982).
23. Restrepia guttulata Lindl., Companion Bot. Mag. 2: 357 (1836).
24. Restrepia howei Luer, Monogr. Syst. Bot. Missouri Bot. Gard. 103: 279 (2005).
25. Restrepia iris Luer, Phytologia 46: 383 (1980).
26. Restrepia jesupiana Luer, Orquideologia 20: 146 (1996).
27. Restrepia lansbergii Rchb.f. & Wagenitz, Bonplandia (Hannover) 2: 23 (1854).
28. Restrepia limbata Luer & R.Escobar, Selbyana 7: 76 (1982).
29. Restrepia mendozae Luer, Orquideologia 20: 157 (1996).
30. Restrepia metae Luer, Orquideologia 20: 159 (1996).
31. Restrepia mohrii Braem, Schlechteriana 4: 44 (1993).
32. Restrepia muscifera (Lindl.) Rchb.f. ex Lindl., Fol. Orchid. 8: 7 (1859).
33. Restrepia nittiorhyncha (Lindl.) Garay, Bot. Mus. Leafl. 21: 253 (1967).
34. Restrepia pandurata Rchb.f., Gard. Chron. 1888(1): 244 (1888).
35. Restrepia pelyx Luer & R.Escobar, Selbyana 7: 76 (1982).
36. Restrepia persicina Luer & Hirtz, Monogr. Syst. Bot. Missouri Bot. Gard. 105: 255 (2006).
37. Restrepia piperitosa Luer, Monogr. Syst. Bot. Missouri Bot. Gard. 65: 119 (1998).
38. Restrepia portillae Luer, Monogr. Syst. Bot. Missouri Bot. Gard. 88: 109 (2002).
39. Restrepia purpurea Luer & R.Escobar, Orquideologia 20: 162 (1996).
40. Restrepia radulifera Luer & R.Escobar, Orquideologia 20: 165 (1996).
41. Restrepia renzii Luer, Orquideologia 20: 167 (1996).
42. Restrepia roseola Luer & R.Escobar, Orquideologia 20: 170 (1996).
43. Restrepia sanguinea Rolfe, Bull. Misc. Inform. Kew 1896: 44 (1894).
44. Restrepia schizosepala Luer & Hirtz, Orquideologia 20: 172 (1996).
45. Restrepia seketii Luer & R.Escobar, Orquideologia 20: 165 (1996).
46. Restrepia tabeae H.Mohr, Leafl. Schlechter Inst. 2: 10 (1996).
47. Restrepia teaguei Luer, Phytologia 46: 384 (1980).
48. Restrepia trichoglossa F.Lehm. ex Sander, Sander's Orch. Guide: 215 (1901).
49. Restrepia tsubotae Luer & R.Escobar, Orquideologia 20: 178 (1996).
50. Restrepia vasquezii Luer, Orquideologia 20: 180 (1996).
51. Restrepia wageneri Rchb.f., Bonplandia (Hannover) 2: 23 (1854).